# Hermarchos
Hermarchos aus Mytilene (* um 340 v. Chr.; † um 260 v. Chr. in Athen) war ein antiker griechischer Philosoph. Er gehörte zur Schule der Epikureer. 
Hermarchos war der Sohn des Agemortos und ein Schüler, Freund und Altersgenosse Epikurs. Er wurde wohl durch Epikur per Testament zur Nachfolge in der Leitung der Schule bestimmt. Etwa 270 v. Chr. übernahm er das Amt des Scholarchen.
Keine seiner Schriften (u. a. „Abhandlungen in Briefform“, „Gegen Empedokles“, „Gegen Platon“ und „Gegen Aristoteles“) blieb erhalten. Wahrscheinlich ist aber ein Exzerpt aus dem Werk "Gegen Empedokles" bei Porphyrios in dessen Worten erhalten.

## Ausgaben
- "Ermarco. Frammenti" Herausgegeben von Francesca Longo Auricchio, Neapel 1988 (= La Scuola di Epicuro 6)